# Trutkobban
Trutkobban är en klippa i Finland.   Den ligger i den ekonomiska regionen  Sydösterbotten och landskapet Österbotten, i den sydvästra delen av landet, 290 km nordväst om huvudstaden Helsingfors.
Terrängen runt Trutkobban är mycket platt. Havet är nära Trutkobban västerut. Runt Trutkobban är det glesbefolkat, med 11 invånare per kvadratkilometer. Närmaste större samhälle är Kristinestad, 6,2 km norr om Trutkobban. 